# Національний відбір на Євробачення
Національний відбір на Євробачення — музичний конкурс, організований телекомпанією НСТУ, що визначає представника України на пісенному конкурсі Євробачення, починаючи з 2004 року.

## Обставини проведення та правила проєкту[1]
Відбори на Євробачення 2003 та 2004 проводилися журі, члени якого були відібрані НСТУ, проводилися у закритому режимі, оголошувався лише переможець.
З 2005 року нацвідбори представника України відбуваються в телевізійному форматі.
У 2005-му році телевізійна частина відбіру мала багатоступінчатий характер за участі 75-ти виконавців, до найкращих з яких було долучено політичним рішенням ті гурти Помаранчевої революції, що не приймали участі в попередніх раундах відбору.
2006-го року формат конкурсу було знову змінено: виконавці добиралися членами жури до прямих ефірів Нацвідбору та змагалися за форматом близьким до "Ідол", проходячи наступні раунди відбори в рамках реалі-шоу "Ти — зірка", постійно перебуваючи під об'єктивами камер, живучи у "зоряному будинку".
З наступного 2007 року відбір вперше набуло більш традиційного формату з фінальним голосуванням у прямому ефірі.
2008 року після скасування попереднього відбуру НТКУ, визначення виконавця знову відбулося у закритому режимі, де членами журі було обрано Ані Лорак, яка відмовилася від участі 2003-го року та пройшовши усі стадії відбору 2005 року та лідирувавши в ході голосування глядачів у фіналі, в останні хвилини за сумнівних обставин програла гурту "Гринджоли", що був долучений лише у фіналі. Тож телевідбір складався виключно з вибору.
Відбір 2009 року мав дві стадії - попередній етап та фінал.
Спроба закритого відбору 2010-го року завершилися скандалом через те, що фаворит президента Ющенка Василь Лазарович був обраний непояснюваним чином, не маючи жодних зрозумілих преференцій порівняно з іншими кандидатами на участь в «Євробаченні». Тому після вибору пісні виконавця після зміни влади в країні та керівництва мовника було оголошено новий нацвідбір з фіналом у прямому ефірі.
З 2010 до 2014 рр. Нацвідбір проводився спільно зі студією Савіка Шустера. 
2015 року новим керівництвом мовника відбір скасовано через активну фазу російсько-української війни на Донбасі. 
2016 року розпочався новий етап конкурсу. Протягом 2016—2021 років Нацвідбір, що визначає представника України на пісенному конкурсі Євробачення, проводиться спільно з СТБ в новому більш масштабному форматі. Згідно з меморандумом, підписаним у 2015 році, телеканал «СТБ» брав на себе всі витрати на організацію, проведення і трансляцію прямих ефірів національного відбору. Після завершення партнерства у 2021 році, суспільний мовник щорічно обирає підрядника для проведення нацвідбору за допомогою тендерів. У 2022 році ним стала компанія Friends Production, у 2023 та 2025 роках — Starlight Production, а у 2024 — 1+1 Production
Першого ж року спільного проведення з «СТБ» шоу встановило рекорд України за смс-голосуванням, отримавши 344 268 унікальних голосів, із яких 37,77 % підтримало Джамалу.. Національна суспільна телерадіокомпанія України забезпечує онлайн-трансляцію для іноземців із англомовним коментатором. З 2018 року всі прямі ефіри нацвідбору на Євробачення транслюються в прямому ефірі на телеканалах СТБ (до 2021 року) і Перший, а також в онлайні.
2021 року оголосили про припинення співпраці між телеканалом СТБ та національним суспільним мовником. Таким чином, 2022 року конкурс не відбувся в звичному форматі. Було оголошено, що телеканал СТБ більше не буде брати участі у виробництві відбору та втрачає право на трансляцію основного конкурсу.
Починаючи з 2023 року, склад журі обирається за допомогою голосування у сервісі «Дія». Голосування також доступне в цьому сервісі. 
У 2024 році, кількість охочих взяти участь у голосуванні призвела до збою у сервісі «Дія», через що голосування довелося продовжити на другий день. У результаті в опитуванні взяло участь 1 167 185 учасників, 723 297 (61,97 %) з яких проголосували за дует Alyona alyona та Jerry Heil.

### Сучасні правила проєкту
Національна суспільна телерадіокомпанія України забезпечує онлайн-трансляцію для іноземців з англомовним коментатором. Всі прямі ефіри національного відбору на Євробачення транслюються на телеканалі «Суспільне Культура» (до 2023 року на телеканалі «Перший») та онлайн.

#### Попередній відбір
Щоб взяти участь в національному відборі, необхідно подати заявку на вебсайті eurovision.ua з оригінальною піснею, яка не була публічно оприлюднена. До участі допускаються індивідуальні виконавці та гурти, склад яких не перевищує 6 осіб, які досягли 16-річного віку, не беруть участь у відборах від інших країн, не виїжджали на окуповані Росією території та не проводили там концерти чи інші публічні заходи.
Після підписання артистами договорів з НСТУ, мовник формує лонглист з 20 учасників та проводить прослуховування. За результатами прослуховування визначаються до 10 учасників, що проходять у фінал. Додатково проводиться голосування серед глядачів за ще одного учасника, що потрапить у фінал.

#### Фінал
Фінал відбору транслюється у прямому ефірі на телеканалі «Суспільне Культура» та онлайн-ресурсах. Єдиним переможцем фіналу, який представлятиме Україну на конкурсі «Євробачення», визнається учасник фіналу, який визначається журі та глядачами відбору спільно за правилами, що будуть оголошені додатково у прямому ефірі фіналу відбору. Оголошення переможця здійснюється в прямому ефірі фіналу.

## Нацвідбори Державної телерадіокомпанії 2003-2014

### Докладніше
- Україна на пісенному конкурсі Євробачення 2003
- Україна на пісенному конкурсі Євробачення 2004
- Україна на пісенному конкурсі Євробачення 2005
- Україна на пісенному конкурсі Євробачення 2006
- Україна на пісенному конкурсі Євробачення 2007
- Україна на пісенному конкурсі Євробачення 2008
- Україна на пісенному конкурсі Євробачення 2009
- Україна на пісенному конкурсі Євробачення 2010
- Україна на пісенному конкурсі Євробачення 2011
- Україна на пісенному конкурсі Євробачення 2012
- Україна на пісенному конкурсі Євробачення 2013
- Україна на пісенному конкурсі Євробачення 2014

## Нацвідбори Суспільного мовлення 2016-2025

### Переможці
| 1 | Переможець                                |
| 2 | Друге місце                               |
| 3 | Третє місце                               |
| X | Переможець, але не брав участь в конкурсі |
| † | Стане відомо згодом                       |

| Рік  | Виконавець                  | Пісня                  | Результат на Євробаченні | Результат на Євробаченні | Результат на Євробаченні | Результат на Євробаченні |
| Рік  | Виконавець                  | Пісня                  | Місце у фіналі           | Бали                     | Місце у півфіналі        | Бали                     |
| ---- | --------------------------- | ---------------------- | ------------------------ | ------------------------ | ------------------------ | ------------------------ |
| 2016 | Джамала                     | «1944»                 | 1                        | 534                      | 2                        | 287                      |
| 2017 | O.Torvald                   | «Time»                 | 24                       | 36                       | Країна-господар          | Країна-господар          |
| 2018 | Mélovin                     | «Under the ladder»     | 17                       | 130                      | 6                        | 179                      |
| 2019 | MARUV                       | «Siren Song»           | Відмова X                | Відмова X                | Відмова X                | Відмова X                |
| 2020 | Go_A                        | «Соловей»              | Конкурс скасовано X      | Конкурс скасовано X      | Конкурс скасовано X      | Конкурс скасовано X      |
| 2022 | Аліна Паш                   | «Тіні забутих предків» | Дискваліфіковано X       | Дискваліфіковано X       | Дискваліфіковано X       | Дискваліфіковано X       |
| 2023 | Tvorchi                     | «Heart of Steel»       | 6                        | 243                      | Автоматично у фіналі     | Автоматично у фіналі     |
| 2024 | Alyona alyona та Jerry Heil | «Teresa & Maria»       | 3                        | 453                      | 2                        | 173                      |
| 2025 | Ziferblat                   | «Bird of Pray»         | Незабаром †              | Незабаром †              | Незабаром †              | Незабаром †              |

### Дійові особи
За роки проведення Нацвідборів суспільним мовником до складу журі входило 11 музичних експертів, двоє з яких, Руслана та Джамала — переможці Євробачення 2004 та 2016 років відповідно. Деякі особистості мали різні ролі у різні роки конкурсу, наприклад: Юлія Саніна була учасницею у 2016 році, членом журі у 2023 році та ведучою у 2024 році; Тіна Кароль була членом журі у 2020 та 2022 роках, а також музичним продюсером у 2025 році; Катерина Павленко була переможницею у 2020, ведучою у 2023 та членом журі у 2025. Джамала — єдина учасниця нацвідбору, яка брала участь у кожному його сезоні: як конкурсантка у 2016 році, як член журі у 2017—2019 та 2022—2025 роках, та як учасниця інтервал-акту у 2020 році. 
Умовні позначення:
     Член журі / Ведучий / Музичний продюсер / Креативний продюсер
     Брав участь як учасник
| Андрій Данилко    |       |  |  |  |       |  |  |  |  |
| Костянтин Меладзе |       |  |  |  |       |  |  |  |  |
| Руслана Лижичко   |       |  |  |  |       |  |  |  |  |
| Джамала           |       |  |  |  |       |  |  |  |  |
| Євген Філатов     |       |  |  |  |       |  |  |  |  |
| Тіна Кароль       |       |  |  |  |       |  |  |  |  |
| Віталій Дроздов   |       |  |  |  |       |  |  |  |  |
| Ярослав Лодигін   |       |  |  |  |       |  |  |  |  |
| Юлія Саніна       | [ e ] |  |  |  |       |  |  |  |  |
| Тарас Тополя      |       |  |  |  |       |  |  |  |  |
| Сергій Танчинець  |       |  |  |  |       |  |  |  |  |
| Катерина Павленко |       |  |  |  | [ f ] |  |  |  |  |

| Олександр Педан    |
| Дмитро Танкович    |
| Сергій Притула     |
| Марія Єфросиніна   |
| Тимур Мірошниченко |
| Злата Огнєвіч      |
| Катерина Павленко  |
| Юлія Саніна        |
| Василь Байдак      |

| Костянтин Меладзе |
| Руслан Квінта     |
| Михайло Кошовий   |
| Дмитро Шуров      |
| Тіна Кароль       |

| Наталія Франчук    |
| Олексій Гончаренко |
| Володимир Завадюк  |
| Герман Нєнов       |

### Сезони

#### 2016

##### Перший півфінал
| Номер | Учасник                 | Пісня           | Бали  | Бали   | Бали | Результат |
| Номер | Учасник                 | Пісня           | Судді | Глядач | Сума | Результат |
| ----- | ----------------------- | --------------- | ----- | ------ | ---- | --------- |
| 01    | Анастасія Приходько     | «I Am Free Now» | 4     | 3      | 7    | Вибула    |
| 02    | The Hardkiss            | «Helpless»      | 7     | 8      | 15   | Фінал     |
| 03    | Тоня Матвієнко          | «Tin Whistle»   | 5     | 2      | 7    | Вибула    |
| 04    | Владислав Курасов       | «I'm Insane»    | 3     | 4      | 7    | Вибув     |
| 05    | Лавіка                  | «Hold Me»       | 1     | 1      | 2    | Вибула    |
| 06    | Джамала                 | «1944»          | 9     | 9      | 18   | Фінал     |
| 07    | Аіда Ніколайчук         | «Inner Power»   | 2     | 7      | 9    | Вибула    |
| 08    | Світлана Тарабарова     | «Ніколи знову»  | 6     | 6      | 12   | Вибула    |
| 09    | Brunettes Shoot Blondes | «Every Monday»  | 8     | 5      | 13   | Фінал     |

##### Другий півфінал
| Номер | Учасник         | Пісня           | Бали  | Бали   | Бали | Результат |
| Номер | Учасник         | Пісня           | Судді | Глядач | Сума | Результат |
| ----- | --------------- | --------------- | ----- | ------ | ---- | --------- |
| 01    | Аркадій Войтюк  | «Все в тобі»    | 4     | 6      | 10   | Вибув     |
| 02    | Alloise         | «Crown»         | 6     | 2      | 8    | Вибула    |
| 03    | Japanda         | «Anime»         | 1     | 1      | 2    | Вибули    |
| 04    | НеАнгели        | «Higher»        | 7     | 8      | 15   | Фінал     |
| 05    | Pur:Pur         | «We Do Change»  | 8     | 7      | 15   | Фінал     |
| 06    | Peaks of Kings  | «Last Hope»     | 3     | 3      | 6    | Вибули    |
| 07    | Вікторія Петрик | «Overload»      | 2     | 4      | 6    | Вибула    |
| 08    | Pringlez        | «Easy to Love»  | 5     | 5      | 10   | Вибули    |
| 09    | SunSay          | «Love Manifest» | 9     | 9      | 18   | Фінал     |

##### Фінал
| Номер | Учасник                 | Пісня           | Бали  | Бали   | Бали | Результат |
| Номер | Учасник                 | Пісня           | Судді | Глядач | Сума | Результат |
| ----- | ----------------------- | --------------- | ----- | ------ | ---- | --------- |
| 01    | Brunettes Shoot Blondes | «Every Monday»  | 1     | 1      | 2    | 6 місце   |
| 02    | НеАнгели                | «Higher»        | 3     | 2      | 5    | 5 місце   |
| 03    | The Hardkiss            | «Helpless»      | 6     | 5      | 11   | 2 місце   |
| 04    | Джамала                 | «1944»          | 5     | 6      | 11   | 1 місце   |
| 05    | SunSay                  | «Love Manifest» | 4     | 4      | 8    | 3 місце   |
| 06    | Pur:Pur                 | «We Do Change»  | 2     | 3      | 5    | 4 місце   |

Фінал відбувся 21 лютого 2016 року. За результатами суддівського та глядацького голосування переможцем стала пісня «1944» у виконанні Джамали. Попри рівну кількість балів з гуртом The Hardkiss, кількість балів від глядачів має більшу вагу ніж бали від суддів. «1944» є першою піснею на Євробаченні, текст якої виконаний кримськотатарською мовою. На телеголосуванні було зареєстровано 382 602 голосів. Окрім виступів конкурсних пісень, учасник Євробачення 2016 від Ірландії Ніккі Бірн виконав свою пісню «Sunlight» як гість. У травні, на пісенному конкурсі Євробачення Джамала посіла перше місце.

#### 2017

##### Перший півфінал
| Номер | Учасник       | Пісня                  | Бали  | Бали   | Бали | Результат |
| Номер | Учасник       | Пісня                  | Судді | Глядач | Сума | Результат |
| ----- | ------------- | ---------------------- | ----- | ------ | ---- | --------- |
| 01    | СКАЙ          | «All My Lover For You» | 6     | 5      | 11   | Вибули    |
| 02    | Lumiere       | «Make It Real»         | 2     | 3      | 5    | Вибули    |
| 03    | Monochromea   | «Blue Bird»            | 3     | 2      | 5    | Вибули    |
| 04    | Laliko        | «Sugar Whisper»        | 1     | 1      | 2    | Вибула    |
| 05    | Сальто назад  | «О Мамо»               | 8     | 6      | 14   | Фінал     |
| 06    | MamaRika      | «We Are One»           | 5     | 4      | 9    | Вибула    |
| 07    | Tayanna       | «I Love You»           | 7     | 8      | 15   | Фінал     |
| 08    | Арсен Мірзоян | «Geraldine»            | 4     | 7      | 11   | Вибув     |

##### Другий півфінал
| Номер | Учасник     | Пісня                  | Бали  | Бали   | Бали | Результат |
| Номер | Учасник     | Пісня                  | Судді | Глядач | Сума | Результат |
| ----- | ----------- | ---------------------- | ----- | ------ | ---- | --------- |
| 01    | Letay       | «World Is Calling»     | 1     | 1      | 2    | Вибув     |
| 02    | Міла Нітіч  | «Mystery»              | 3     | 3      | 6    | Вибула    |
| 03    | KUZNETSOV   | «Deep Shivers»         | 2     | 7      | 9    | Вибув     |
| 04    | AGHIAZMA    | «Synthetic Sun»        | 5     | 2      | 7    | Вибули    |
| 05    | Detach      | «Distance»             | 4     | 6      | 10   | Вибули    |
| 06    | Rozhden     | «Saturn»               | 8     | 5      | 13   | Фінал     |
| 07    | Panivalkova | «Докучаю»              | 6     | 4      | 10   | Вибули    |
| 08    | Ілларія     | «Thank You For My Way» | 7     | 8      | 15   | Фінал     |

##### Третій півфінал
| Номер | Учасник             | Пісня                | Бали  | Бали   | Бали | Результат |
| Номер | Учасник             | Пісня                | Судді | Глядач | Сума | Результат |
| ----- | ------------------- | -------------------- | ----- | ------ | ---- | --------- |
| 01    | Singing Pants       | «Singing Pants»      | 2     | 1      | 3    | Вибули    |
| 02    | O.Torvald           | «Time»               | 7     | 7      | 14   | Фінал     |
| 03    | Анастасія Прудіус   | «Flow»               | 3     | 3      | 6    | Вибула    |
| 04    | Віталій Козловський | «Be Your Light»      | 1     | 2      | 3    | Вибув     |
| 05    | Kadnay              | «Freedom In My Mind» | 8     | 5      | 13   | Вибув     |
| 06    | Mélovin             | «Wonder»             | 5     | 8      | 13   | Фінал     |
| 07    | Green Grey          | «Future Is Now»      | 4     | 4      | 8    | Вибули    |
| 08    | Vivienne Mort       | «Іній»               | 6     | 6      | 12   | Вибули    |

##### Фінал
| Номер | Учасник      | Пісня                  | Бали  | Бали   | Бали | Результат |
| Номер | Учасник      | Пісня                  | Судді | Глядач | Сума | Результат |
| ----- | ------------ | ---------------------- | ----- | ------ | ---- | --------- |
| 01    | Сальто назад | «О Мамо»               | 1     | 3      | 4    | 6 місце   |
| 02    | Mélovin      | «Wonder»               | 2     | 6      | 8    | 3 місце   |
| 03    | O.Torvald    | «Time»                 | 5     | 5      | 10   | 1 місце   |
| 04    | Ілларія      | «Thank You For My Way» | 4     | 1      | 5    | 5 місце   |
| 05    | Tayanna      | «I Love You»           | 6     | 4      | 10   | 2 місце   |
| 06    | Rozhden      | «Saturn»               | 3     | 2      | 5    | 4 місце   |

Фінал відбувся 25 лютого 2017 року. Серед запрошених гостей були Альма, Манель Наварро, Тамара Ґачечіладзе, NaviBand та Кася Мось. На фіналі Євробачення в Києві O.Torvald зайняли 24 місце з 26.

#### 2018

##### Перший півфінал
| Номер | Учасник       | Пісня            | Бали  | Бали   | Бали | Результат |
| Номер | Учасник       | Пісня            | Судді | Глядач | Сума | Результат |
| ----- | ------------- | ---------------- | ----- | ------ | ---- | --------- |
| 01    | Constantine   | «Місто»          | 7     | 2      | 9    | Вибув     |
| 02    | Сергій Бабкін | «Крізь твої очі» | 8     | 4      | 12   | Вибув     |
| 03    | Laud          | «Waiting»        | 9     | 7      | 16   | Фінал     |
| 04    | Kazka         | «Дива»           | 4     | 5      | 9    | Вибули    |
| 05    | The ВЙО       | «Hra-Hra»        | 2     | 1      | 3    | Вибули    |
| 06    | Kozak System  | «Mamai»          | 1     | 3      | 4    | Вибули    |
| 07    | Vilna         | «Forest Song»    | 3     | 9      | 12   | Фінал     |
| 08    | Pur:Pur       | «Fire»           | 6     | 6      | 12   | Вибули    |
| 09    | The Erised    | «Heroes»         | 5     | 8      | 13   | Фінал     |

##### Другий півфінал
| Номер | Учасник         | Пісня                  | Бали  | Бали   | Бали | Результат |
| Номер | Учасник         | Пісня                  | Судді | Глядач | Сума | Результат |
| ----- | --------------- | ---------------------- | ----- | ------ | ---- | --------- |
| 01    | Ingret          | «Save My Planet»       | 2     | 3      | 5    | Вибула    |
| 02    | Mélovin         | «Under the ladder»     | 8     | 9      | 17   | Фінал     |
| 03    | Julinoza        | «Hto Ya?»              | 4     | 1      | 5    | Вибула    |
| 04    | Tayanna         | «Леля»                 | 9     | 7      | 16   | Фінал     |
| 05    | Kadnay          | «Beat Of The Universe» | 7     | 8      | 15   | Фінал     |
| 06    | Yurcash         | «Stop Killing Love»    | 3     | 5      | 8    | Вибув     |
| 07    | Mountain Breeze | «I See You»            | 6     | 6      | 12   | Вибули    |
| 08    | Ілларія         | «Сила»                 | 5     | 4      | 9    | Вибула    |
| 09    | Dilemma         | «На Паті»              | 1     | 2      | 3    | Вибули    |

##### Фінал
| Номер | Учасник    | Пісня                  | Бали  | Бали   | Бали | Результат |
| Номер | Учасник    | Пісня                  | Судді | Глядач | Сума | Результат |
| ----- | ---------- | ---------------------- | ----- | ------ | ---- | --------- |
| 01    | Kadnay     | «Beat Of The Universe» | 3     | 5      | 8    | 3 місце   |
| 02    | Tayanna    | «Леля»                 | 6     | 4      | 10   | 2 місце   |
| 03    | The Erised | «Heroes»               | 2     | 1      | 3    | 6 місце   |
| 04    | Laud       | «Waiting»              | 4     | 2      | 6    | 4 місце   |
| 05    | Vilna      | «Forest Song»          | 1     | 3      | 4    | 5 місце   |
| 06    | Mélovin    | «Under the ladder»     | 5     | 6      | 11   | 1 місце   |

Фінал відбувся 24 лютого 2018 року. Запрошеними гостями були Міколаш Йозеф та Madame Monsieur. 179 455 унікальних голосів було отримано за допомогою SMS-голосування та голосування через застосунок. Місце на основному конкурсі Євробачення — 17.

#### 2019

##### Перший півфінал
| Номер | Учасник                 | Пісня               | Бали  | Бали   | Бали | Результат |
| Номер | Учасник                 | Пісня               | Судді | Глядач | Сума | Результат |
| ----- | ----------------------- | ------------------- | ----- | ------ | ---- | --------- |
| 01    | The Hypnotunez          | «Hey!»              | 1     | 1      | 2    | Вибули    |
| 02    | Letay                   | «Мила моя»          | 2     | 3      | 5    | Вибули    |
| 03    | Віра Кекелія            | «WOW»               | 4     | 2      | 6    | Вибула    |
| 04    | ЦеШо                    | «Hate»              | 5     | 6      | 11   | Вибули    |
| 05    | Yuko                    | «Galyna Guliala»    | 8     | 5      | 13   | Фінал     |
| 06    | MARUV                   | «Siren Song»        | 6     | 8      | 14   | Фінал     |
| 07    | Brunettes Shoot Blondes | «Houston»           | 7     | 7      | 14   | Фінал     |
| 08    | Bahroma                 | «Назавжди-Навсегда» | 3     | 4      | 7    | Вибули    |

##### Другий півфінал
| Номер | Учасник      | Пісня              | Бали  | Бали   | Бали | Результат |
| Номер | Учасник      | Пісня              | Судді | Глядач | Сума | Результат |
| ----- | ------------ | ------------------ | ----- | ------ | ---- | --------- |
| 01    | Ivan Navi    | «All For The Love» | 4     | 4      | 8    | Вибув     |
| 02    | ANNA MARIA   | «My Road»          | 5     | 7      | 12   | Фінал     |
| 03    | Kazka        | «Apart»            | 7     | 5      | 12   | Фінал     |
| 04    | KiRA MAZUR   | «Дихати»           | 1     | 1      | 2    | Вибула    |
| 05    | Laud         | «2 дні»            | 6     | 3      | 9    | Вибув     |
| 06    | Khayat       | «Ever»             | 2     | 6      | 8    | Вибув     |
| 07    | Braii        | «Maybe»            | 3     | 2      | 5    | Вибули    |
| 08    | Freedom Jazz | «Cupidon»          | 8     | 8      | 16   | Фінал     |

##### Фінал
| Номер | Учасник                 | Пісня            | Бали  | Бали   | Бали | Результат |
| Номер | Учасник                 | Пісня            | Судді | Глядач | Сума | Результат |
| ----- | ----------------------- | ---------------- | ----- | ------ | ---- | --------- |
| 01    | Freedom Jazz            | «Cupidon»        | 6     | 4      | 10   | 2 місце   |
| 02    | Yuko                    | «Galyna Guliala» | 4     | 1      | 5    | 5 місце   |
| 03    | MARUV                   | «Siren Song»     | 5     | 6      | 11   | 1 місце   |
| 04    | Brunettes Shoot Blondes | «Houston»        | 2     | 3      | 5    | 4 місце   |
| 05    | Kazka                   | «Apart»          | 3     | 5      | 8    | 3 місце   |
| 06    | ANNA MARIA              | «My Road»        | 1     | 2      | 3    | 6 місце   |

Фінал відбувся 23 лютого 2019 року зі запрошеними гостями Lake Malawi та Білаль Ассані. Понад 167 500 унікальних голосів було отримано за допомогою SMS-голосування та голосування в застосунку. MARUV була оголошена переможницею, отримавши найбільшу кількість голосів серед шести фіналістів. 26 лютого 2019 року, через три дні після трансляції фіналу, Україна відмовилася від участі в пісенному конкурсі Євробачення 2019 після того, як MARUV та НСТУ не змогли дійти згоди щодо її участі в конкурсі в результаті суперечок.

#### 2020

##### Перший півфінал
| Номер | Учасник     | Пісня             | Бали  | Бали   | Бали | Результат |
| Номер | Учасник     | Пісня             | Судді | Глядач | Сума | Результат |
| ----- | ----------- | ----------------- | ----- | ------ | ---- | --------- |
| 01    | гурт О      | «Там, куди я йду» | 3     | 2      | 5    | Вибули    |
| 02    | Jerry Heil  | «Vegan»           | 7     | 6      | 13   | Фінал     |
| 03    | Катя Chilly | «Піч/Pich»        | 4     | 3      | 7    | Вибула    |
| 04    | Krutь       | «99»              | 8     | 8      | 16   | Фінал     |
| 05    | Go A        | «Соловей»         | 6     | 7      | 13   | Фінал     |
| 06    | Cloudless   | «Drown Me Down»   | 5     | 5      | 10   | Вибули    |
| 07    | GIO         | «Feeling so Lost» | 2     | 4      | 6    | Вибув     |
| 08    | Assol       | «Save it»         | 1     | 1      | 2    | Вибула    |

#### Другий півфінал
| Номер | Учасник                  | Пісня           | Бали  | Бали   | Бали | Результат |
| Номер | Учасник                  | Пісня           | Судді | Глядач | Сума | Результат |
| ----- | ------------------------ | --------------- | ----- | ------ | ---- | --------- |
| 01    | Moonzoo feat. F.M.F.Sure | «Maze»          | 5     | 2      | 7    | Вибули    |
| 02    | Fo Sho                   | «BLCK SQR»      | 3     | 3      | 6    | Вибули    |
| 03    | Еліна Іващенко           | «Get Up»        | 4     | 4      | 8    | Вибула    |
| 04    | Олександр Порядинський   | «Savior»        | 2     | 6      | 8    | Вибув     |
| 05    | Garna                    | «Who we are?»   | 1     | 1      | 2    | Вибула    |
| 06    | Khayat                   | «Call for love» | 7     | 7      | 14   | Фінал     |
| 07    | Devid Axelrod            | «Horizon»       | 6     | 5      | 11   | Фінал     |
| 08    | Tvorchi                  | «Bonfire»       | 8     | 8      | 16   | Фінал     |

##### Фінал
| Номер | Учасник       | Пісня           | Бали  | Бали   | Бали | Результат |
| Номер | Учасник       | Пісня           | Судді | Глядач | Сума | Результат |
| ----- | ------------- | --------------- | ----- | ------ | ---- | --------- |
| 01    | Krutь         | «99»            | 5     | 4      | 9    | 3 місце   |
| 02    | Jerry Heil    | «Vegan»         | 1     | 1      | 2    | 6 місце   |
| 03    | Go_A          | «Соловей»       | 6     | 6      | 12   | 1 місце   |
| 04    | Devid Axelrod | «Horizon»       | 3     | 2      | 5    | 5 місце   |
| 05    | Khayat        | «Call for love» | 4     | 5      | 9    | 2 місце   |
| 06    | Tvorchi       | «Bonfire»       | 2     | 3      | 5    | 4 місце   |

Конкурс Євробачення 2020 було скасовано у зв'язку з пандемією COVID-19.

#### 2021
Через скасування конкурсу Євробачення 2020, новий відбір 2021 в Україні не проводився. На Євробаченні 2021 Україну представили гурт Go_A, переможці попереднього відбору, з новою піснею «Шум», посівши 5 місце з 364 балами.

#### 2022
| Номер | Учасник          | Пісня                  | Бали  | Бали   | Бали | Результат                     |
| Номер | Учасник          | Пісня                  | Судді | Глядач | Сума | Результат                     |
| ----- | ---------------- | ---------------------- | ----- | ------ | ---- | ----------------------------- |
| 01    | Cloudless        | «All be alright»       | 1     | 4      | 5    | 7 місце                       |
| 02    | Michael Soul     | «Demons»               | 2     | 1      | 3    | 8 місце                       |
| 03    | Our Atlantic     | «Моя любов»            | 5     | 2      | 7    | 6 місце                       |
| 04    | Barleben         | «Hear my words»        | 4     | 3      | 7    | 5 місце                       |
| 05    | Kalush Orchestra | «Стефанія»             | 6     | 8      | 14   | 2 місце (вирушили на конкурс) |
| 06    | Roxolana         | «Girlzzz»              | 3     | 5      | 8    | 4 місце                       |
| 07    | Wellboy          | «Nozzy bossy»          | 7     | 6      | 13   | 3 місце                       |
| 08    | Аліна Паш        | «Тіні забутих предків» | 8     | 7      | 15   | 1 місце (дискваліфікація)     |

Після скандалу навколо відвідування окупованого Криму Аліною Паш, НСТУ дискваліфікувало її з відбору. Kalush Orchestra, які посіли друге місце, були обрані як учасники від України на конкурсі Євробачення 2022. У результаті, Kalush Orchestra посіли перше місце на Євробаченні 2022 у Турині.

#### 2023
| Номер | Учасник         | Пісня                    | Бали  | Бали   | Бали | Результат |
| Номер | Учасник         | Пісня                    | Судді | Глядач | Сума | Результат |
| ----- | --------------- | ------------------------ | ----- | ------ | ---- | --------- |
| 01    | Moisei          | «I'm Not Alone»          | 1     | 6      | 7    | 7 місце   |
| 02    | OY Sound System | «Ой, тужу»               | 5     | 2      | 7    | 8 місце   |
| 03    | DEMCHUK         | «Alive»                  | 7     | 4      | 11   | 5 місце   |
| 04    | Jerry Heil      | «When God Shut the Door» | 8     | 9      | 17   | 3 місце   |
| 05    | FIЇNKA          | «Довбуш»                 | 6     | 7      | 13   | 4 місце   |
| 06    | Krutь           | «Колискова»              | 10    | 8      | 18   | 2 місце   |
| 07    | Tember Blanche  | «Я вдома»                | 2     | 3      | 5    | 9 місце   |
| 08    | Angelina        | «Stronger»               | 3     | 1      | 4    | 10 місце  |
| 09    | 2Tone           | «Квітка»                 | 4     | 5      | 9    | 6 місце   |
| 10    | Tvorchi         | «Heart of Steel»         | 9     | 10     | 19   | 1 місце   |

#### 2024
| Номер | Учасник                     | Пісня                 | Бали  | Бали   | Бали | Результат |
| Номер | Учасник                     | Пісня                 | Судді | Глядач | Сума | Результат |
| ----- | --------------------------- | --------------------- | ----- | ------ | ---- | --------- |
| 01    | YAKTAK                      | «Lalala»              | 6     | 10     | 16   | 4 місце   |
| 02    | Ingret                      | «Keeper»              | 8     | 2      | 10   | 6 місце   |
| 03    | Nazva                       | «Slavic English»      | 2     | 1      | 3    | 11 місце  |
| 04    | ANKA                        | «Палала»              | 5     | 4      | 9    | 8 місце   |
| 05    | DREVO                       | «Endless chain»       | 4     | 3      | 7    | 9 місце   |
| 06    | Alyona alyona та Jerry Heil | «Teresa & Maria»      | 10    | 11     | 21   | 1 місце   |
| 07    | Mélovin                     | «Dreamer»             | 9     | 9      | 18   | 3 місце   |
| 08    | SKYLERR                     | «Time is running out» | 3     | 6      | 9    | 7 місце   |
| 09    | Ziferblat                   | «Place I Call Home»   | 11    | 8      | 19   | 2 місце   |
| 10    | YAGÓDY                      | «Tsunamia»            | 7     | 7      | 14   | 5 місце   |
| 11    | NAHABA                      | «Glass»               | 1     | 5      | 6    | 10 місце  |

Під час шоу, яке вийшло в ефір 3 лютого 2024 року, кількість охочих взяти участь у голосуванні призвела до збою у сервісі «Дія», через що голосування довелося продовжити на другий день. У результаті в опитуванні взяло участь 1 167 185 учасників, 723 297 (61,97 %) з яких проголосували за дует Alyona alyona та Jerry Heil. Україна посіла третє місце на Євробаченні 2024.

#### 2025
| Номер | Учасник          | Пісня            | Бали  | Бали   | Бали | Результат |
| Номер | Учасник          | Пісня            | Судді | Глядач | Сума | Результат |
| ----- | ---------------- | ---------------- | ----- | ------ | ---- | --------- |
| 01    | Влад Шериф       | «Wind of change» | 1     | 1      | 2    | 10 місце  |
| 02    | Абіє             | «Дім»            | 2     | 3      | 5    | 9 місце   |
| 03    | Molodi           | «My sea»         | 7     | 9      | 16   | 2 місце   |
| 04    | Future Culture   | «Waste My Time»  | 5     | 2      | 7    | 8 місце   |
| 05    | Маша Кондратенко | «No Time to Cry» | 8     | 8      | 16   | 3 місце   |
| 06    | Khayat           | «Honor»          | 10    | 6      | 16   | 4 місце   |
| 07    | FIЇNKA           | «Культура»       | 6     | 7      | 13   | 5 місце   |
| 08    | Krylata          | «Stay True»      | 4     | 4      | 8    | 7 місце   |
| 09    | Ziferblat        | «Bird of Pray»   | 9     | 10     | 19   | 1 місце   |
| 10    | ДК Енергетик     | «Сіль»           | 3     | 5      | 8    | 6 місце   |

## Нагороди
| Нагорода   | Дата церемонії | Категорія              | Результат |
| ---------- | -------------- | ---------------------- | --------- |
| Телетріумф | 2016           | Музична програма/фільм | Перемога  |